# Monzón (distrito)
O distrito peruano de Monzón é o mais oriental dos onze distritos que formam a Província de Huamalíes, situada no Departamento de Huánuco, pertencente à Região Huánuco, na zona central do Peru. Compreende a bacia do rio homônimo, um vale no limite da selva. A capital é o povoado de Monzón, situado na margem direita do rio de mesmo nome, sobre um plano inclinado a 930 metros acima do nível do mar. O distrito tinha uma população de 18 460 habitantes em 2005, dedicados em sua maioria à agricultura.

## Transporte
O distrito de Monzón é servido pela rodovia PE-14A, que liga o distrito de Huaraz (Região de Ancash) à cidade de Rupa-Rupa (Região de Huánuco).